# Wapen van Loppersum
Het wapen van Loppersum werd op 18 november 1991 aan de gemeente Loppersum toegekend. Sinds 2021 is het wapen niet langer als gemeentewapen in gebruik omdat de gemeente Loppersum in de nieuwe gemeente Eemsdelta op is gegaan.

## Geschiedenis
Het oorspronkelijke wapen van de gemeente Loppersum, dat 1871 door de Hoge Raad werd toegekend, toonde op een rood veld een kruislings geplaatste sleutel en zwaard van zilver. Deze stonden symbool voor Petrus en Paulus, waaraan ook de Petrus en Pauluskerk werd gewijd.
In 1990 ontstond een nieuwe gemeente Loppersum, na samenvoeging van de gemeenten Loppersum, Middelstum, Stedum en 't Zandt.  Voor het ontwerp van het nieuwe gemeentewapen werd aangesloten bij de wapens van de oude gemeentes. De adelaar kwam voor in de wapens van Stedum en 't Zandt en in het schildhoofd werd de sleutel van Loppersum gekruist met de lans van de heilige Hippolytus, die in het wapen van Middelstum stond. Het wapen was gekroond met een vijfbladerige kroon, omdat de rechtsvoorgangers van de gemeente voor de Franse tijd met volmachten en eigenerfden zitting hadden in de Staten van het gewest Stad en Lande.
De gemeente Loppersum werd op 1 januari 2021 opgeheven na een fusie met de gemeenten Appingedam en Delfzijl.

## Blazoen
De beschrijving van het wapen luidde als volgt:
In goud een dubbele adelaar van sabel, gebekt en gepoot van keel; in een schildhoofd van azuur een schuinlinks geplaatste omgewendende sleutel van goud, gaande over een schuinrechts geplaatste lans van zilver, gepunt van goud. Het schild gedekt met een gouden kroon van 5 bladeren.

## Verwante wapens

Het wapen van Loppersum (1871-1991)
Het wapen van Middelstum
Het wapen van Stedum
Het wapen van 't Zandt

Adorp
· Aduard
· Appingedam
· Baflo
· Bedum
· Beerta
· Bellingwedde
· Bellingwolde
· Bierum
· De Marne
· Delfzijl 
· Eemsmond
· Eenrum
· Ezinge
· Finsterwolde
· Grijpskerk
· Grootegast
· Haren
· Hefshuizen
· Hoogezand
· Hoogezand-Sappemeer
· Hoogkerk
· Kantens
· Kloosterburen
· Leek
· Leens
· Loppersum
· Marum
· Meeden
· Menterwolde
· Middelstum
· Midwolda
· Muntendam
· Nieuweschans
· Nieuwe Pekela
· Nieuwolda
· Noordbroek
· Noorddijk
· Oldehove
· Oldekerk
· Onstwedde
· Oosterbroek
· Oude Pekela
· Reiderland
· Sappemeer
· Scheemda
· Slochteren
· Stedum
· Ten Boer
· Termunten
· Uithuizen
· Uithuizermeeden
· Ulrum
· Usquert
· Vlagtwedde
· Warffum
· Wedde
· Wildervank
· Winschoten
· Winsum
· 't Zandt
· Zuidbroek
· Zuidhorn